# Oretes
Oretes (¿?-¿?), sátrapa persa de Lidia.

## Contexto histórico
Fue nombrado sátrapa por el rey Ciro II.
La única fuente que nos ha llegado acerca de la vida de Oretes es el historiador griego Heródoto de Halicarnaso. De él cuenta dos historias, la ejecución del tirano Polícrates de Samos, y la caída de Oretes.
Según Heródoto, Polícrates fue el primer griego en planear el dominio del mar. Tenía esperanzas de hacerse suyos el Egeo y la Jonia. Tuvo éxito en la empresa, y era un hombre tan afortunado y bendecido por los Dioses, que, habiendo tirado al mar un anillo de gran valor que poseía, le fue devuelto posteriormente por un pescador que había capturado al pez que se lo había tragado. El faraón egipcio Amasis, aliado de Polícrates, pensó que un hombre así tendría que ser castigado algún día por los Dioses, envidiosos del éxito y felicidad de un hombre. Esto fue para él suficiente razón como para romper la alianza, ya que no quería que la posible futura mala suerte de su aliado se volviera también contra él. Amasis fue profético en sus ideas.

## Traición a Polícrates
Por el tiempo de la muerte de Cambises II en julio del 522 a. C., Polícrates fue invitado por el sátrapa de Lidia, Oretes, a ir a Sardes. Oretes ofrecía a Polícrates como cebo dinero y posesiones a cambio de que lo sacara del país ya que supuestamente se había enterado de que Cambises tramaba su muerte. Polícrates, muy falto de dinero, y haciendo caso omiso de las advertencias de su hija y de un adivino, se preparó para visitar a Oretes. A su llegada, fue asesinado por el sátrapa.
Polícrates había construido una gran flota con dinero de Amasis, quien veía en el tirano a un aliado útil contra Persia (los egipcios contrataban a sus mercenarios en Caria, no demasiado lejos de Samos). Cuando Cambises conquistó Egipto, la fuente de dinero de Polícrates quedó interrumpida, así que Oretes sabía muy bien lo que tenía que ofrecer para tentarlo: oro.
Los motivos reales de Oretes son inciertos. Quizás es tan simple como que hizo lo que se esperaba de él en un conflicto entre Persia y Egipto, atacar a un ex aliado egipcio para evitar que pudiera volver a cambiar de bando. O quizás la ejecución fue ordenada por el mismo Cambises. Otra posibilidad es que Oretes hubiera caído en desgracia y quisiera hacer algo para ganarse de nuevo el favor del rey. Heródoto nos dice que Oretes tendría que pagar por éste y otros crímenes que cometió, como por ejemplo el del sátrapa de Dascilio en la Frigia Helespóntica Mitrobates y el hijo de éste, Cranaspes. Tras la eliminación de padre e hijo, consiguió el dominio de la región occidental de Anatolia, desde la Propóntide hasta Panfilia.

## El fin de Oretes
En marzo del 522 a. C., un mago llamado Gaumata había obtenido el poder en el imperio persa haciéndose pasar por Esmerdis, el hermano del rey Cambises. Gaumata pudo hacerlo ya que el Esmerdis verdadero había sido secretamente asesinado por orden de su hermano. Inmediatamente Cambises marchó contra el usurpador, pero murió antes de llegar a Persia. El falso Esmerdis pudo así gobernar. Darío I y otros seis nobles descubrieron el engaño y decidieron actuar. Así, el 29 de septiembre del 522 a. C., mataron al falso Esmerdis, convirtiéndose Darío en nuevo rey.
Darío empezó su reinado viendo como muchas de sus provincias de rebelaban. La más importante fue la de los medos bajo el mando de Fraortes, revuelta que se extendió a Partia y el norte de Armenia. Fue necesario un año y 19 batallas para pacificar de nuevo el Imperio aqueménida.
Probablemente Oretes se había negado a apoyar con tropas a Darío mientras duraron las rebeliones. O quizás el mismo Oretes era uno de los rebeldes, a pesar de que no aparezca como tal en la inscripción de Behistún. Sea como fuere, Darío quería vengarse de Oretes. No podía enviar a un ejército abiertamente contra él. Oretes era un hombre poderoso siendo gobernador en Lidia, Frigia y Jonia. Así que envió a Bageo, hijo de Artontes, con varios documentos sellados con el sello real para que fueran leídos en Sardes en presencia de Oretes. Darío quería sondear la lealtad de los servidores del sátrapa. Viendo Bageo que las diferentes órdenes eran escuchadas con respeto y acatadas, abrió el sobre que tenía reservado para el final en el cual se ordenaba matar a Oretes. De inmediato la orden fue ejecutada por los guardaespaldas del sátrapa, quienes despacharon a Oretes con sus cimitarras. Seguro que habían oído como habían acabado las rebeliones anteriores contra Darío y estarían contentos de no tener que luchar contra el rey.
Heródoto nos da a entender que Oretes pagó así su traición a Polícrates, pero es improbable que Darío persiguiera esta intención, ya que al fin y al cabo Polícrates había sido un aliado de un enemigo persa. Más lógico es pensar que Oretes no había dado suficientes signos de lealtad a Darío y que había asesinado a un sátrapa que había apoyado al nuevo rey.
Bageo sucedió probablemente a Oretes como sátrapa. A Bageo le sucedería más tarde Ótanes, quien añadió Samos al imperio.

## Citas clásicas
La principal fuente es:
- Heródoto, Historias III.120-129

También se pueden hallar breves referencias en:
- Diodoro Sículo, Biblioteca Histórica X.16.4
- Luciano de Samósata, Caronte 14